# 까인틴
까인틴(베트남어: Cảnh Thịnh / 景盛 경성 / 1793년 ~ 1801년 5월)은 베트남 떠이선 왕조(西山朝) 경성제(景盛帝) 응우옌꽝또안(阮光纘)의 첫번째 연호이다.  

## 개원
- 꽝쭝(光中) 5년 9월 29일[1](그레고리력 1792년 11월 13일)에 연호를 까인틴(景盛)으로 개원하고, 다음 해 1월 1일[2](그레고리력 1793년 2월 11일)에 개원함.[3][4]

- 까인틴(景盛) 9년(1801년) 5월에 연호를 바오흥(寶興)으로 개원함.[3]

## 연대 대조표
| 까인틴 | 서기 (西紀) | 간지 (干支) | 청나라 연호     |
| 원년   | 1793년      | 계축 (癸丑) | 건륭(乾隆) 58년 |
| 2년    | 1794년      | 갑인 (甲寅) | 건륭 59년       |
| 3년    | 1795년      | 을묘 (乙卯) | 건륭 60년       |
| 4년    | 1796년      | 병진 (丙辰) | 가경(嘉慶) 원년 |
| 5년    | 1797년      | 정사 (丁巳) | 가경 2년        |
| 6년    | 1798년      | 무오 (戊午) | 가경 3년        |
| 7년    | 1799년      | 기미 (己未) | 가경 4년        |
| 8년    | 1800년      | 경신 (庚申) | 가경 5년        |
| 9년    | 1801년      | 신유 (辛酉) | 가경 6년        |

## 동시대 연호

### 베트남
떠이선 왕조(꾸이년 정권)
- 타이득(泰德) (1778년 ~ 1793년)

### 중국
청(淸)
- 건륭(乾隆) (1736년 ~ 1795년)
- 가경(嘉慶) (1796년 ~ 1820년)

기타
- 진주전(陳周全) 천운(天運) (1795년)
- 왕대숙(王大叔) 대경(大慶) (1797년)
- 여수(黎樹) 만리(萬利) (1797년)

### 일본
- 간세이(寬政) (1789년 ~ 1801년)
- 교와(享和) (1801년 ~ 1804년)

### 란방공화국
- 난방(蘭芳) (1777년 ~ 1884년)

## 같이 보기
- 베트남의 연호